# Stolnica Marije Vnebovzete, Granada
Stolnica Marije Vnebovzete (špansko Catedral de Nuestra Señora de la Asunción) imenovana tudi Granadska stolnica je neoklasicistična katoliška stolnica v Granadi v Nikaragvi, 40 kilometrov jugovzhodno od Manague. Cerkev je glavni tempelj škofije Granada, njen škof pa je Jorge Solórzano Pérez.

## Zgodovina
Prva cerkev je bila zgrajena okoli leta 1525 s streho iz tapicela in rafaza, opeke, apna in slame. Do leta 1578 je bila cerkev že dvakrat požgana. Sedem let kasneje, leta 1585, je postala znana kot La Iglesia Bonita ali 'Lepa cerkev'. Druga cerkev je bila dokončana okoli leta 1751 iz kamna in opeke. Oblikovana s štirimi zvoniki, s tremi ladjami, glavno na stebrih in dvema stranskima, podprtima z zidovi s petimi kapelami in zakristijo na straneh. Stolnica je imela takrat tudi šest oltarjev.
22. novembra 1856 je več filibusterjev pod poveljstvom Williama Walkerja eksplodiralo naboj dinamita v enem od njenih stolpov in ga zažgalo, tako kot sedem drugih cerkva v Granadi. Po uničenju so je začela obnova, toda tokrat z eno samo ladjo, zgrajeno na mestu, kjer je bila trdnjava, ki jo je leta 1524 zgradil kapitan Francisco Hernández de Córdoba.
Leta 1880 so se začela gradbena dela za novo cerkev z načrti, ki jih je pripravil jezuit pater Alejandro Nicolás Cáceres. Tokrat sestavljena iz treh ladij. 8. decembra 1888 je bil položen prvi kamen sedanje stolnice, ki jo je po besedah zaslužnega škofa Leovigilda Lópeza Fitorie kot tako razglasil Sveti sedež in ne odločitev hierarhije katoliške cerkve v Granadi.
Leta 1890 je arhitekt Andrés Zapata znova izdelal načrt, vendar so bila dela leta 1891 zaradi pomanjkanja sredstev prekinjena, da bi se nadaljevala leta 1905, ko so bili načrti ponovno pregledani, v katerih so bile ugotovljene resne gradbene pomanjkljivosti. Do leta 1891 zgrajeno zidovje je bilo treba porušiti, dokler ni bilo dokončano leta 1910.
Leta 1916 so železni okvir, namenjen za osrednjo kupolo, pripeljali iz Združenih držav Amerike, le tri leta po tem, ko je Rimskokatoliška cerkev ustanovila Granadsko škofijo.
Stolnica je bila v celoti dokončana leta 1972 s skupno površino 3614,87 m². Trenutno stoji znotraj Plaza de la Independencia, tik pred vzhodno stranjo Parque Colón, poleg škofovske palače in Plaza de la Independencia. Na njeni jugovzhodni strani je Calle Real, ki seka Avenida Sandoval.
Leta 2009 je škof Bernardo Hombach odredil namestitev železnih ograj na severni strani in pred stolnico v Granadi, da bi zaščitil čistočo in varnost.

## Opis
Stolnica je v neoklasicističnem slogu z dvema stolpoma, zvonikom ter kupolami in laternami. Stranski fasadi sta sestavljeni iz dveh teles, razdeljenih z dvojnim vencem, ki označuje horizontalni ritem stavbe skupaj s parnimi okni prvega telesa in posameznimi okni drugega. Njeno notranjost sestavljajo tri ladje, ki jih deli pet lokov, ki jih tvorijo štirje betonski stebri. Oboke so znižali tako, da so na spodnji površini prekrili strop in tako ohranili obokano obliko. V središču je veliki oltar, ki uokvirja glavni lok, sestavljen iz jonskih stebrov, ki opredeljujejo koničaste loke in se raztezajo na polkrožnih lokih.3
Stavba ima pet oltarjev: oltar Brezmadežnega spočetja (glavni oltar), oltar Device Nenehne pomoči, kapele, posvečene Najsvetejšemu, oltar Lurške Matere Božje in oltar posvečene Naši Gospe od Presvetega Srca.

### Križ
Stolnica ima monumentalni križ, ki je bil slovesno odprt 1. januarja 1901 in se dviga v severnem delu atrija, ki je bil takrat župnijski. Križ je izdelan iz finega bazalta, širok 3,65 m in visok 10 m od svojega podnožja, brez dodatnih 3,65 m temelja. Na vrhu lahko preberete napis INRI ter kelih in grozd, ki simbolizirata Kristusovo kri. V sredini, kjer sta prekrižana kraka, se prepletata črki X in P: monogram začetnic Odrešenika. Na levem kraku so štirje štirikotniki - s križem v sredini vsakega - ki simbolizirajo štiri evangelije. Na desnem kraku sta dve prepleteni roki, simbol združitve Kristusa s človeštvom. Ob vznožju križa je lobanja na dveh prekrižanih stegnenicah, ki predstavljata Adamove kosti, nazadnje – na dnu – se prebere napis »Jezus Kristus Bog človek živi, kraljuje in vlada«, v spomin na žrtev Kristusa za človeštvo.

## V popularni kulturi
Stolnica je prikazana na sprednji strani bankovcev za 100 córdoba, serija A iz leta 2014, medtem ko je konjska kočija prikazana na hrbtni strani, ki je simbol Granade.